# Petrosia hebes
Petrosia hebes är en svampdjursart som beskrevs av Lendenfeld 1888. Petrosia hebes ingår i släktet Petrosia och familjen Petrosiidae. Inga underarter finns listade i Catalogue of Life.